# Trichosteleum laevihamatum
Trichosteleum laevihamatum là một loài rêu trong họ Sematophyllaceae. Loài này được Dixon mô tả khoa học đầu tiên năm 1942.